# Iversheim
Iversheim ist ein nördlicher Stadtteil von Bad Münstereifel im nordrhein-westfälischen Kreis Euskirchen. Durch den Ort fließt die Erft. Die katholische Kirche ist St. Laurentius geweiht.

## Geschichte

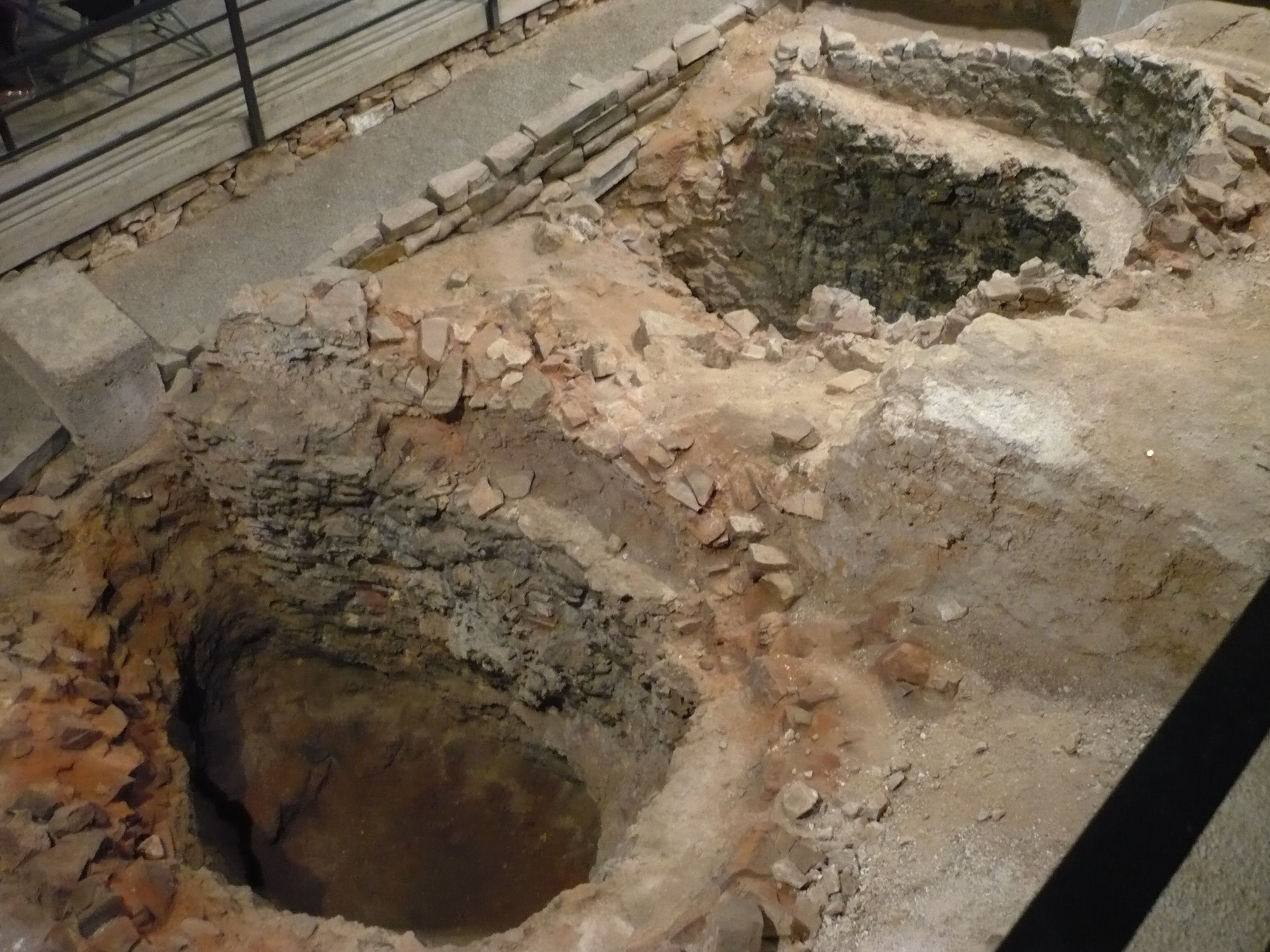
Römische Kalkbrennerei aus dem 3. Jahrhundert

Am nördlichen Ortsausgang befindet sich eine römische Kalkbrennerei aus dem 3. Jahrhundert.
Im Jahre 865 wird der Ort Iversheim als Iuernesheim in einer Urkunde Ludwigs II. erstmals erwähnt. Im Prümer Urbar (Güterverzeichnis) von 893 erscheint Iversheim unter der Bezeichnung Iuernesheym als Fronhofsverband im Eigentum der Abtei Prüm.
Der Zehnt (Kirchensteuer) und die Kirche St. Laurentius wurden später von der Abtei Prüm an das Stift St. Chrysanthus und Daria in Münstereifel abgetreten.
Von einer im Mittelalter angelegten Burg sind heute keine Überreste mehr erhalten.
Iversheim war eine der sieben Honschaften (Steuerbezirke) des Amtes Münstereifel. Das Gericht Iversheim wurde bei der Reform der Gerichte in den Herzogtümern Jülich und Berg (1554/1555) eingezogen und an das Gericht Münstereifel verwiesen. Die Schöffen nahmen bis zur Auflösung des Herzogtums Jülich nur noch Notariats- und Katasteraufgaben wahr.
Seit 1816 war Iversheim eine selbständige Gemeinde. Am 1. Juli 1969 wurde der Ort nach Bad Münstereifel eingemeindet.
Die Pfarrkirche St. Laurentius ist heute in den Seelsorgebereich Bad Münstereifel integriert.

## Verkehr
Iversheim ist Bahnstation an der Erfttalbahn (Euskirchen – Bad Münstereifel), auf der im Schienenpersonennahverkehr die RegionalBahn 23 verkehrt. Durchgeführt wird der Schienenpersonennahverkehr von der DB Regio NRW, die für die Voreifelbahn Diesel-Triebwagen der DB Baureihe 644 in Ein- bis Zweifachtraktion für Geschwindigkeiten bis zu 120 km/h einsetzt. Für den Öffentlichen Schienenpersonennahverkehr gilt der Tarif des Verkehrsverbundes Rhein-Sieg (VRS) und tarifraumüberschreitend der NRW-Tarif.
| Linie | Verlauf | Takt |
| ----- | --- | ---- |
| RB 23 | Erfttalbahn: ersetzt durch S 23, Wiederinbetriebnahme voraussichtlich im Herbst 2024 Stand: Fahrplanwechsel Dezember 2023 | -    |

Die VRS-Buslinie 801 der RVK verbindet den Ort mit Bad Münstereifel und Euskirchen. Zusätzlich verkehrt die Linie 887 als TaxiBusPlus nach Bad Münstereifel und Mechernich.
| Linie | Verlauf |
| ----- | --- |
| 801   | Euskirchen Bf – Billig – Rheder – Kreuzweingarten – Kirspenich – Arloff Bf – Kalkar – Iversheim Bf – Bad Münstereifel Gewerbegeb./Ärzteh. – Bad Münstereifel Bf             |
| 887   | MiKE: Bad Münstereifel Bf – Bad Münstereifel Gewerbegeb./Ärtzeh. – Iversheim Bf – Eschweiler – Weiler am Berge – Harzheim – Holzheim – Mechernich Stiftsweg – Mechernich Bf |

Durch den Ort verläuft die Landesstraße 194. Die nächste Autobahnauffahrt ist Bad Münstereifel / Mechernich auf der A 1.

## Persönlichkeiten
- Hedwig Fassbender (* 1954), deutsche Mezzosopranistin
- Andreas Izquierdo (* 1968), deutscher Journalist und Autor